# Сарбай (Оренбургская область)
Сарбай — село в Кувандыкском городском округе Оренбургской области.

## География
Находится на речке Сыскаколь на расстоянии примерно 49 километров по прямой на северо-восток от окружного центра города Кувандык.

## Климат
Климат умеренно континентальный. Времена года выражены чётко. Среднегодовая температура по району изменяется от +4,0 °C до +4,8 °C. Самый холодный месяц года — январь, среднемесячная температура около −20,5…−35 °C. Атмосферных осадков за год выпадает от 300 до 450—550 мм, причём большая часть приходится на весенне-летний период (около 70 %). Снежный покров довольно устойчив, продолжительность его, в среднем, 150 дней.

## История
Основано в последней трети 19 в. переселенцами из села Сарбай Самарской губернии, получило своё название в честь старой родины. В списках 1901 года хутор Сарбаевский. До 2016 года входило в Новосимбирский сельсовет Кувандыкского района, после реорганизации этих муниципальных образований в составе Кувандыкского городского округа.

## Население
Постоянное население составляло 136 человек в 2002 году (русские 79 %), 50 в 2010 году.